# Comuna Sula
Sula (în ucraineană Сула) este o comună în raionul Sumî, regiunea Sumî, Ucraina, formată din satele Doțenkivka, Peciîșce, Sula (reședința) și Zelena Roșcea.

## Demografie
Componența lingvistică a comunei Sula
     Ucraineană (93,58%)
     Rusă (6,07%)
     Alte limbi (0,23%)
Conform recensământului din 2001, majoritatea populației comunei Sula era vorbitoare de ucraineană (93,58%), existând în minoritate și vorbitori de rusă (6,07%).